# Omikron Andromedae
Omikron Andromedae (ο And) – gwiazda poczwórna, jedna z jaśniejszych w gwiazd w gwiazdozbiorze Andromedy (wielkość gwiazdowa dla całego układu: 3,62m). Gwiazda ta jest odległa od Słońca o około 690 lat świetlnych. Absolutna wielkość gwiazdowa całego systemu wynosi -3,0m.

## Nazwa
Nazwa własna gwiazdy, Alfarasalkamil, pochodzi od arabskiego wyrażenia ‏الفرس الكامل‎ ālfuras ālkāmil, oznaczającego „kompletnego konia”, w kontraście do greckiej konstelacji przedstawiającej połowę konia (gwiazdozbiór Pegaza). Arabska tradycja może mieć związek z dawniejszym babilońskim wyobrażeniem konia w tej części nieba. Międzynarodowa Unia Astronomiczna w 2025 formalnie zatwierdziła użycie nazwy Alfarasalkamil dla określenia tej gwiazdy.

## Charakterystyka
W skład tego systemu wchodzą: Omikron Andromedae A oraz Omikron Andromedae B. Obydwa te składniki są dodatkowo gwiazdami podwójnymi, oddalone są od siebie o 0,34″ i obiegają się w czasie 68,6 lat.
Składnik A może zostać dostrzeżony jako podwójny z pomocą większych instrumentów, a odległość dwóch tworzących go gwiazd to 0,05″. Są to błękitny olbrzym typu B6 (ο And Aa), któremu towarzyszy gwiazda typu A2 (ο And Ab). Główny składnik to równocześnie gwiazda zmienna typu Gamma Cassiopeiae o amplitudzie zmian pomiędzy +3,58 a +3,65m. Jasność obserwowana składnika Ab to 5,70m.
Składnik B o jasności 6,03m jest gwiazdą spektroskopowo podwójną o okresie obiegu 33,01 lat. Jego podwójność odkryto w 1988 roku; objawia się ona podwojeniem linii widmowych.
Układ otacza mgławica refleksyjna; nie ma pewności, czy jest ona związana genezą z tym systemem gwiezdnym.